# Стегнато производство
Стегнато производство (на английски: lean manufacturing) е управленска философия, която се оформя в японската автомобилна компания Тойота (под името производствена система на Тойота) през 50-те години на XX век под ръководството на Тайичи Оно. Нейната цел е повишаване на цялостната стойност на продукта за купувача (клиента) чрез намаляване на производствените излишъци/загуби, които биват общо седем вида:
- Транспорт
- Наличност (инвентар)

- Движение
- Време за изчакване
- Свръхпродукция
- Самите (производствени) процеси
- Дефектни продукти (в производството или друг вид преприятие)

С премахването на тези загуби („муда“, 無駄) качеството се подобрява, а времето и разходите по производството спадат. За да разреши така поставените проблеми „стегнатото производство“ използва редица различни подходи. Те включват постоянен анализ (подобрение) на (производствените) процеси („кайзен“, 改善), „теглещо“ производство (чрез „канбан“,カンバン или с канджи　看板) и подсигуряване срещу грешки („пока-йоке“, ポカヨケ).

## Основни производствени принципи
- „Теглеща“ обработка: продуктите „се теглят“ откъм клиента/купувача (т.е. отговарят точно на неговите нужди и специални заявки), а не „се бутат“ откъм производството (т.е. стандартни модели без възможност за модификация).
- Перфектно качество от първия път: борба за нулева дефектност и откриване и разрешаване на проблемите при техния източник (вместо разрешаване на техни следствия или други временни решения)
- Минимизиране на всички загуби/излишъци:
  - премахване на всички дейности, които не добавят стойност към продукта,
  - повишаване на безопасността,
  - максимално използване на оскъдните производствени фактори (капитал, работна ръка, земя и т.н.)
- Непрестанно подобряване: намаляване на производствените разходи, повишаване на качеството, повишаване на продуктивността и обмен на информацията (двупосочно по производствената линия).
- Гъвкавост: бързо пренастройване за производство на различни комбинации/спецификации/модификации или по-голямо разнообразие от продукти без да се жертва ефикастността дори и при малки обеми на производството.
- Дългосрочни взаимоотношения: създаване и поддръжка на дългосрочни взаимоотношения с доставчиците чрез поделяне на рисковете, производствените разходи и обмяна на информация (относно подобрения в производствения процес).

Прилагането и налагането на тези нововъведения обаче е възможно само чрез дейното участие на всички служители. В Япония взаимоотношенията между стария („сенпай“ 先輩) и младия („кохай“　後輩) кадър са в основата на усвояването и развитието на тези нововъведения. Безусловното подчинение и всеотдайност към старшите работници и типично не само за Тойота като компания, но за цялото японско общество. При опитите за копиране на системата в САЩ и западна Европа тези концепции са решаващи за „спечелване“ на работниците.
Накратко, „стегнатостта“ е всъщност доставянето на правилните неща в правилното (точното) време, когато са нужни, на правилното (точното) място, където са нужни, в правилното (точното) количество, в което са нужни, като в този процес загубите и излишъците се елиминират и целият производствен цикъл остава отговорен за настройки и промени. Още по-важно е всички тези подобрения и промени да бъдат разбрани и възприети напълно от работниците, които са на производствената линия и са „господари“ на самото производство, за да могат да ги прилагат и подобряват непрекъснато. По тази причина налагането сред работниците на такава производствена култура и начин на мислене е също толкова важно, колкото и самите промени и методи на стегнатото производство.

## История
Терминът lean manufacturing за първи път се използва в книгата на James P. Womack, Daniel T. Jones и Daniel Roos The „Machine That Changed the World: The Story of Lean Production“ (1991), която разказва за постепенната промяна в автомобилното производство от занаят към масово производство и по-късно към „стегнато“ производство. В нея авторите представят пет основни концепции за създаване и развитие на „стегнато“ производство:
1. Да се определи стойност в очите на купувача (специфични нужди).
2. Да се определи потокът на стойността (начините и процесите, чрез които продуктът ще добие по-голяма стойност за купувача) и да се премахнат всички загуби от този поток.
3. Да се насочи потокът според нуждите („тегленето“) на купувача.
4. Да се ангажират служителите, като им се дадат пълномощия да вземат на решения, свързани с подобрения и настройки на производствените линии.
5. Да се правят постоянни подобрения в търсене на съвършенство.

Но идеята за стегнато производство не е никак нова, въпреки че придобива завършения си вид едва във втората половина на ХХ век. Повечето от основните принципи на стегнатото производство могат да бъдат открити още по времето на Бенджамин Франклин. В книгата му „Алманах на бедния Ричард“ загубеното време е описано по следния начин:

„Този, който загуби време, което струва 5 шилинга, всъщност губи 5 шилинга и може по същия начин просто да ги хвърли в реката.“ И добавя, че избягването на излишни разходи е по-печелившо от повишаването на продажбите: „Спестеното пени е две пенита чиста печалба....Спестявай и имай.“

Отново Франклин в книгата си „Пътят към богатството“ пише следното за ненужна наличност (инвентар): 
" Наричате ги стоки, но ако не внимавате, те ще се окажат злини за някой от вас.Очаквате, че ще бъдат продадени евтино, може би дори за по-малко от цената им, но ако нямате удобен случай – всъщност са ви доста скъпи. Запомнете какво казва бедния Ричард: „Купувайте това, от което нямате нужда и скоро ще продавате най-нужните си неща.“ 
Хенри Форд признава, че книгите на Бенджамин Франклин оказват огормно влияние върху начините, по които той ръководи своята компания, един от които включва производствената система Точно на време.
Концепцията за загуби, вградени в работата и после възприети като даденост е представена от специалиста по ефикастност на дивженията Франк Гилбърт, който забелязва, че зидарите се навеждат, за да вземат 5 паундова (2,3 кг) тухла от земята и тази неефикастност е вградена в работата им през дългите години, откакто професията им съществува. Въвеждането на скеле позоволява тухлите да бъдат на нивото на кръста и по този начин зидарите започват да работят три пъти по-бързо и с далеч по-малко усилие. Бащата на научно управление Фредерик Уинслоу Тейлър за първи път пише за концепциите, които днес наричаме стандартизация и избор на най-добрия почин (best practice deployment):

„Когато работник предложи някакво подобрение, би следвало да бъде политика на управата да анализира внимателно новия метод и неговата относителна стойност, спрямо стария стандарт. И ако тогава новият метод има предимство пред стария, то той би следвало да се възприеме като стандарт на цялото предприятие.“ (Принципи на научното управление, 1911).